# Jutta Hoffmann
Jutta Hoffmann (Halle (Saale), 3 marzo 1941) è un'attrice tedesca.

## Filmografia parziale

### Cinema
- Karla, regia di Herrmann Zschoche (1965)
- Der Dritte, regia di Egon Günther (1972)
- Blauvogel, regia di Ulrich Weiß (1979)
- Der Angriff der Gegenwart auf die übrige Zeit, regia di Alexander Kluge (1985)
- Bandits, regia di Katja von Garnier (1997)
- Der alte Affe Angst, regia di Oskar Roehler (2003)

### Televisione
- Ursula - film TV (1978)
- Motzki - serie TV, 13 episodi (1993)
- Polizeiruf 110 - serie TV, 4 episodi (1999-2002)
- An die Grenze - film TV (2007)
- Ein Teil von uns - film TV (2016)